# بیل هاپر (بازیکن فوتبال)
بیل هاپر (انگلیسی: Bill Hopper؛ زادهٔ ۲۰ فوریهٔ ۱۹۳۸) بازیکن فوتبال اهل بریتانیا است.
از باشگاه‌هایی که در آن بازی کرده‌است می‌توان به باشگاه فوتبال وورکینگتون ای. اف. سی، باشگاه فوتبال دارلینگتون، باشگاه فوتبال بیشاپ اوکلند، باشگاه فوتبال کروک تاون، و باشگاه فوتبال ساوت شیلدز اشاره کرد.